# 19 юли
19 юли е 200-ият ден в годината според григорианския календар (201-ви през високосна). Остават 165 дни до края на годината.

## Събития
- 64 г. – Големият пожар в Рим: В търговската част на Рим започва пожар, който унищожава две трети от града в последвалите 6 дни.
- 1344 г. – Венецианският сенат излиза с решение, в което се документират кражби на стока на венецианските търговци във Варна.
- 1843 г. – На вода е пуснат параходът Грейт Британ на инженера Изъмбард Кингдъм Брунел, който е първият презокеански параход, оборудван с гребен винт и метален корпус.
- 1864 г. – В Букурещ е отпечатан единственият брой на в. Бранител, редактиран от Георги Раковски.
- 1870 г. – Започва Френско-пруската война.
- 1877 г. – Руско-турска война (1877-1878): Приключва първата Шипченска битка, в резултат на която османските сили се изтеглят и Предният отряд на руската армия, под командването на генерал Йосиф Гурко, установява контрол над Шипченския проход
- 1879 г. – Открити са първите български дипломатически представителства в Цариград, Белград и Букурещ и са назначени първите български дипломатически агенти.

- 1880 г. – Учреден е първият български медал За Освобождението 1877-1878 година.
- 1886 г. – В Люксембург се състои последният концерт на Ференц Лист, който умира на 31 юли същата година в Байройт, Германия.
- 1900 г. – Без официална церемония в експлоатация е пусната първата линия на Парижкото метро.
- 1903 г. – Провежда се финалът на първия Тур дьо Франс.
- 1923 г. – В София е осветена румънската православна черква „Св. Троица“.
- 1923 г. – Конституционният блок се саморазпуска под натиска на армията, ВМРО и правителството.
- 1952 г. – Започват XV летни олимпийски игри в Хелзинки.
- 1961 г. – Самолетът при полет 644 на „Айролиниас Архентинес“ се разбива близо до Буенос Айрес, Аржентина и убива всички 67 души на борда.
- 1974 г. – Испанският лидер генерал Франко предава временно поради болест властта на одобрения за негов наследник принц Хуан Карлос.
- 1980 г. – В Москва са открити XXII летни олимпийски игри, бойкотирани от западните страни.
- 1989 г. – Полският парламент избира комунистическия лидер генерал Войчех Ярузелски за президент на страната.
- 1989 г. – При едно от най-впечатляващите кацания, извършвани някога в историята на авиацията, самолетът при полет 232 на „Юнайтед Еърлайнс“ се приземява аварийно на летище „Су Сити“, Су Сити, Айова. Умират 112 от 296 пътници и екипаж на борда.

## Родени
- 1789 г. – Джон Мартин, английски художник († 1854 г.)
- 1793 г. – Томас Даути, американски художник († 1856 г.)
- 1814 г. – Самюъл Колт, американски оръжеен конструктор, създател на револвера († 1862 г.)
- 1819 г. – Готфрид Келер, швейцарски писател († 1890 г.)
- 1834 г. – Едгар Дега, френски художник и скулптор († 1919 г.)
- 1858 г. – Пантелей Ценов, български военен деец († 1926 г.)
- 1863 г. – Херман Бар, австрийски писател († 1934 г.)
- 1875 г. – Харалампи Тачев, български художник († 1944 г.)
- 1878 г. – Петър Ангелов, български военен и революционер († 1923 г.)
- 1880 г. – Димитър Кудев, български революционер († 1967 г.)
- 1886 г. – Никола Недев, български офицер и политик († 1970 г.)
- 1890 г. – Георгиос II, крал на Гърция († 1947 г.)
- 1893 г. – Владимир Маяковски, руски поет († 1930 г.)
- 1896 г. – Арчибалд Кронин, шотландски писател († 1981 г.)
- 1898 г. – Херберт Маркузе, германски философ († 1979 г.)
- 1916 г. – Димитър Списаревски, български военен летец, загинал като камикадзе († 1943 г.)
- 1919 г. – Фриц Моргенхалер, швейцарски лекар († 1984 г.)
- 1927 г. – Георги Найденов, български банкер († 1998 г.)
- 1935 г. – Василий Ливанов, руски актьор
- 1938 г. – Вахтанг Кикабидзе, грузински актьор и певец († 2023 г.)
- 1941 г. – Петер Хайек, австрийски журналист
- 1943 г. – Рада Александрова, българска поетеса
- 1946 г. – Илие Настасе, румънски тенисист
- 1947 г. – Брайън Мей, британски китарист (Queen)
- 1949 г. – Богдана Карадочева, българска естрадна певица
- 1949 г. – Кгалема Мотланте, южноафрикански политик
- 1949 г. – Нели Сандалска, български бизнесмен
- 1953 г. – Маркулино Моку, министър-председател на Ангола
- 1956 г. – Иван Лечев, български китарист, цигулар и композитор
- 1957 г. – Николай Овчаров, български археолог
- 1960 г. – Ян Ваутерс, нидерландски футболист
- 1962 г. – Антъни Едуардс, американски актьор
- 1964 г. – Борис Чернев, български актьор († 2009 г.)
- 1967 г. – Велислав Вуцов, български футболен треньор
- 1967 г. – Владимир Каминер, немски писател
- 1968 г. – Павел Кука, чешки футболист
- 1969 г. – Николай Пловдивски, висш български православен духовник
- 1970 г. – Димитър Найденов, български юрист и политик
- 1971 г. – Виталий Кличко, украински боксьор
- 1971 г. – Таня Христова, български политик от ГЕРБ, кмет на Габрово
- 1972 г. – Нина Чилова, български политик
- 1973 г. – Владимир Йонков, български футболист
- 1973 г. – Скот Уокър, канадски състезател по хокей на лед
- 1974 г. – Уле Мартин Ощ, норвежки футболист
- 1975 г. – Лука Кастелаци, италиански футболен вратар
- 1976 г. – Кейт Мортън, австралийска писателка
- 1976 г. – Ерик Придс, шведски диджей
- 1982 г. – Джаред Падалеки, американски актьор
- 1985 г. – Винисиус Баривиейра, бразилски футболист

## Починали
- 514 г. – Симах, римски папа (* ? г.)
- 1374 г. – Франческо Петрарка, италиански поет (* 1304 г.)
- 1543 г. – Мери Болейн, английска благородничка (* 1499 г.)
- 1810 г. – Луиза фон Мекленбург-Щрелиц, кралица на Прусия (* 1776 г.)
- 1814 г. – Матю Флиндърс, британски мореплавател и изследовател (* 1774 г.)
- 1824 г. – Агустин де Итурбиде, император на Мексико (* 1783 г.)
- 1838 г. – Пиер Луи Дюлон, френски физик и химик (* 1785 г.)
- 1862 г. – Пиер Монтегар, френски пътешественик (* 1831 г.)
- 1877 г. – Павел Калитин, руски офицер, загинал в защита на Самарското знаме (* 1846)
- 1903 г. – Александър Спирков, български революционер (* ? г.)
- 1914 г. – Александър Пушкин, руски генерал (* 1833 г.)
- 1935 г. – Луйо Адамович, хърватски ботаник (* 1864 г.)
- 1938 г. – Стефан Попов, български военен деец (* 1872 г.)
- 1947 г. – Аун Сан, бирмански революционер (* 1915 г.)
- 1956 г. – Лайтнер Уитмър, американски психолог (* 1867 г.)
- 1980 г. – Нихат Ерим, министър-председател на Турция (* 1912 г.)
- 1985 г. – Борис Богданов, български политик (* 1896 г.)
- 1985 г. – Януш Зайдел, полски писател (* 1938 г.)
- 1992 г. – Паоло Борселино, италиански съдия (* 1940 г.)
- 1996 г. – Владислав Молеров, български актьор (* 1923 г.)
- 1998 г. – Душко Аврамов, македонски поет (* 1938 г.)
- 2002 г. – Владимир Васютин, съветски космонавт (* 1952 г.)
- 2004 г. – Зенко Сузуки, министър-председател на Япония (* 1911 г.)
- 2007 г. – Васил Метев, български физик (* 1931 г.)
- 2012 г. – Сали Райд, американска астронавтка (* 1951 г.)
- 2014 г. – Джеймс Гарнър, американски актьор (* 1928 г.)

## Празници
- Ден на българската дипломатическа служба – Отбелязва се от 1999 г.
- Боен празник на 2-ри артилерийски полк